# فرودگاه پیرایتین
 فرودگاه پیرایتین (به انگلیسی: Pyriatyn Airport) یک فرودگاه نامیعن است که یک باند فرود آسفالت دارد و طول باند آن ۲۵۰۰ متر است. این فرودگاه در کشور اوکراین قرار دارد .